# Kurt Zeitzler
Kurt Zeitzler, född 9 juni 1895 i Gossmar, Brandenburg, död 25 september 1963 i Hohenaschau, Aschau im Chiemgau, Bayern, var en tysk generalöverste. År 1942 efterträdde han Franz Halder som chef för tyska arméns generalstab.